# دهستان ماهور
دهستان ماهور نام دهستانی در بخش ماهورمیلانی شهرستان ممسنی، استان فارس در ایران است. بر اساس سرشماری مرکز آمار ایران در سال ۱۳۸۵، جمعیت آن ۵۶۱۴ نفر (۱۲۸۷ خانوار) بوده‌است.